# Рыба-бабочка

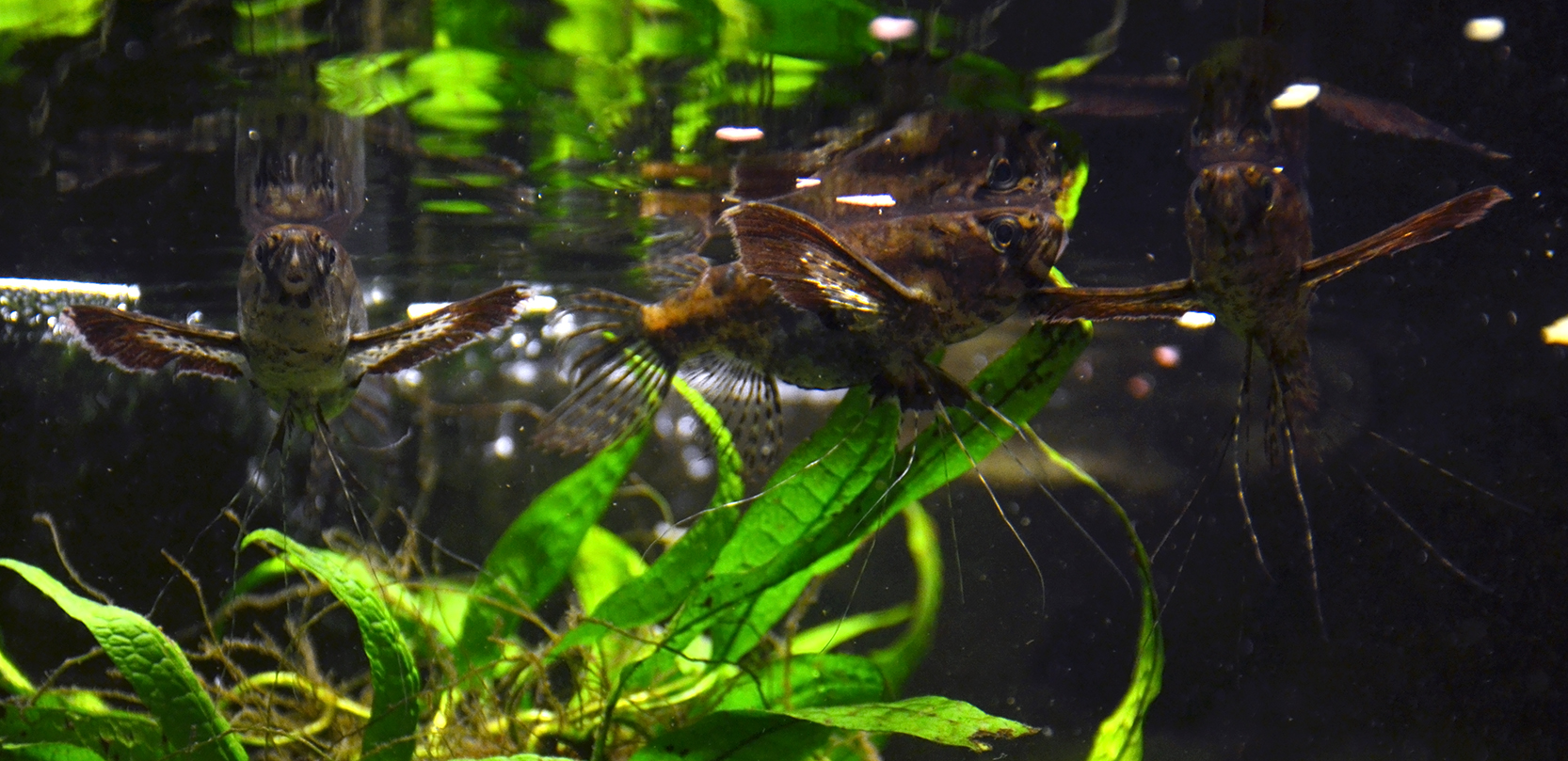
Рыбы-бабочки всё время держатся у поверхности воды

Рыба-бабочка, или пресноводная рыба-бабочка, или рыба-мотылёк, или пантодон (лат. Pantodon buchholzi) — мелкая пресноводная тропическая рыба из отряда араванообразных, обитающая в Африке. Единственный вид монотипического рода Pantodon, выделяемого в отдельное семейство Пресноводные рыбы-бабочки, или Мотыльковые (Pantodontidae). Пресноводная рыба-бабочка наиболее близкородственна аравановым, мормировым, спинопёрым и гимнарховым рыбам и не родственна морским рыбам-бабочкам.

## Описание
Длина тела до 12 см, но обычно не превышает 10 см. Тело сжато с боков, голова и спина сверху слегка уплощены. Рот верхний, широкий, с многочисленными мелкими зубами, которые расположены на сошнике, нёбе и челюстях. Ноздри вытянуты в небольшие трубочки. Грудные плавники большие и широкие, с широкой светлой продольной полосой. В спокойном состоянии рыба-бабочка расправляет их в стороны, в этой позе они очень напоминают крылья бабочки. Брюшные плавники с 4 длинными нитевидными лучами, расположены под грудными плавниками. Короткий спинной плавник находится в конце спины, перед самым хвостовым стеблем, позади анального плавника. Мягких лучей в спинном плавнике 6, в анальном 9—15, жёстких нет. Хвостовой плавник длинный, заостренный, с двумя удлинёнными центральными лучами. Чешуя циклоидная, относительно крупная, округлая. В боковой линии 26—30 чешуй. Лучей жаберной перепонки 8. Подкрышечная кость жаберной крышки отсутствует, межкрышечной кости иногда тоже нет. Позвонков 30.
Окраска рыб-бабочек обоих полов одинакова, верхняя часть тела кофейно-оливковая с правильным рисунком чередующихся более тёмных поперечных полосок и пятен, нижняя жёлтая с тёмно-фиолетовыми пятнами, серебристая. Плавники кофейно-розовые с фиолетовым оттенком на внутренней поверхности и по краям и с маленькими коричнево-фиолетовыми пятнышками, образующими поперечные полосы на грудных плавниках. Основание брюшных плавников карминово-красное. По всему телу и плавникам разбросаны серебристо-золотистые блёстки. Самец ярче, стройнее и мельче самки, у него больше размах грудных плавников, нижний край анального плавника у него с довольно глубоким вырезом, у самки он прямой. Кроме того, в нерестовый период у самцов средние лучи этого плавника утолщаются и образуют трубочку, служащую копулятивным органом для внутреннего оплодотворения самок.

## Ареал и места обитания
Рыба-бабочка обитает в пресных стоячих водоёмах Западной и Центральной Африки: в Нигерии, Камеруне, бассейне озера Чад, бассейнах рек Конго и Огове (Габон), верхнем течении Замбези. Западная граница ареала проходит по реке Веме в Бенине и реке Джонг в Сьерра-Леоне. Населяет болота, густо заросшие растениями стоячие участки рек, речные старицы, ручьи и заводи с температурой воды +23…+30 °C. Иногда встречается и в маленьких озерках, затерянных в гуще тропического леса.

## Образ жизни
Обитает у поверхности воды. Питается личинками и куколками комаров, ракообразными, мальками рыб, собирает упавших на воду насекомых, а также охотится за насекомыми, летающими над водоёмами, для чего выпрыгивает из воды. Выпрыгивает также в случае опасности, спасаясь от хищников. Планировать не способна, но обладает большой баллистической мощностью прыжка, благодаря чему способна «пролететь» над водой расстояние до 2—3 м.
Способна дышать атмосферным воздухом с помощью плавательного пузыря.

## Содержание в аквариуме
Популярная аквариумная рыба. Для содержания рыбы-бабочки необходим низкий аквариум высотой 20—30 см с большой площадью водного зеркала, объёмом не менее 100 л, который сверху плотно накрывают крышкой или стеклом. Расстояние между поверхностью воды и крышкой должно быть около 10—15 см. Условия содержания: температура воды = +25…+30 °C, рН = 6,0—7,2, жёсткость воды = 2—10 °dH (максимальная — 15 °dH), аэрация, фильтрация (фильтр с торфяным наполнителем), подмена и проточность воды. Засаживают аквариум растениями с широкими плавающими листьями, под которыми эти рыбы обычно проводят дневное время. К вечеру они, как правило, оживляются и начинают охотиться за различными воздушными насекомыми.

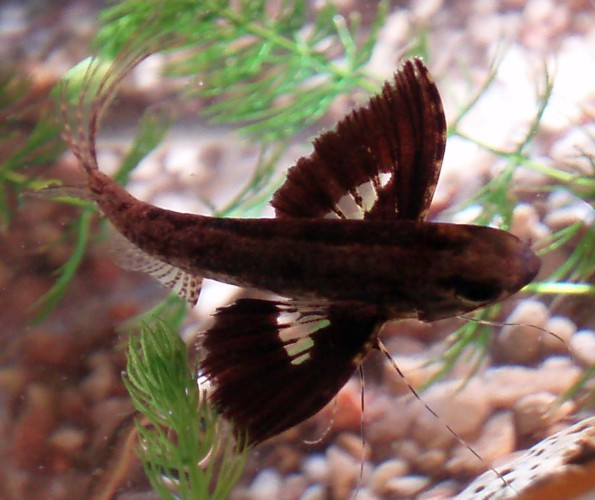
Рыба-бабочка (вид сверху)

В спокойном состоянии рыба-бабочка плавает у самой поверхности воды с растопыренными грудными плавниками, касающимися своими концами поверхности, и опущенными вниз брюшными с длинными нитевидными лучами, которые очень уязвимы для агрессивных аквариумных рыб. Поэтому рыбу-бабочку рекомендуется содержать только вместе с донными рыбами.

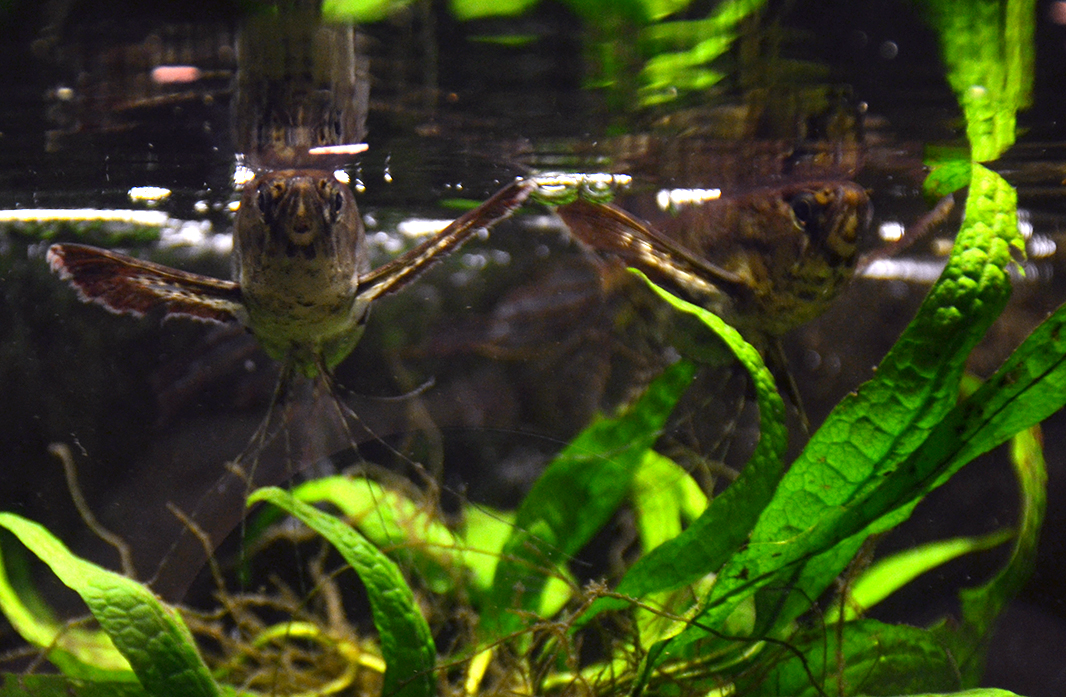
Рыбы-бабочки (вид спереди)

Нерестовые игры происходят обычно в сумерках или ночью. Самец, плавая порхающим «полётом» вокруг самки по удлинённым спиралям, периодически совокупляется с ней. Интервал между копуляциями от 3 до 12 мин, количество копуляций 5—10. Молоки, введенные самцом однажды, по-видимому, могут сохраняться, так как последующие кладки икры иногда совершаются без вторичного оплодотворения. Самку после нескольких копуляций, как правило, отсаживают в отдельный аквариум ёмкостью около 50 л (например, 60×40×25 см). По мере созревания самка вымётывает от 80 до 220 уже оплодотворённых коричневатых икринок диаметром 2,2—2,4 мм в гущу плавающих растений. Икра пелагическая, развивается плавая у поверхности воды. Икру сразу же отбирают, иначе её могут съесть производители. Инкубационный период при температуре +25…+28 °C длится 36—50 часов. Из икринок вылупляются предличинки длиной 4,2—4,6 мм. Перешедших на внешнее питание личинок кормят свежепойманными и слегка подсушенными прямо в сачке живыми дафниями и моинами, которые в таком состоянии не опускаются на дно, циклопами, артемиями, мелкими личинками комаров Culex, личинками плодовых мушек дрозофил, подурами, гриндалём. Молодь созревает в возрасте 12—16 месяцев. Взрослых рыб кормят насекомыми: сверчками, мухами, подёнками, жуками, кузнечиками, кобылками, мотылём, тараканами, мучными хрущами, их личинками (мучными червями) и куколками и т. д., а также кусочками дождевых червей и мелкими рыбками. Перед скармливанием их нередко обрабатывают микродозами витаминов и гормонов. Если такого корма нет, его можно заменить кусочками сырого мяса, креветками, моллюсками, в том числе устрицами. При кормлении сухими кормами может развиться авитаминоз. Первым признаком ненормального состояния рыб служит опускание на дно или в средние слои воды (конечно, если это не сон или не испуг).
При оптимальных условиях содержания в аквариуме рыба-бабочка вырастает до 15 см в длину и живёт до 6 лет.

## Классификация
Согласно новейшим молекулярным исследованиям, семейство Pantodontidae является сестринской группой по отношению ко всем остальным араванообразным. В 2012 году был описан ископаемый вид этого семейства из морских отложений середины мелового периода Ливана (поздний мезозой Передней Азии), названный Prognathoglossum kalassyi. Предположительно, это были морские рыбы, питавшиеся более мелкими рыбами. Для них был характерен широкий верхний рот с почти вертикально расположенными челюстями, усаженными мелкими крючковидными зубами. Найденный экземпляр имел общую длину 15,5 см.